# Stadthalle Erkelenz

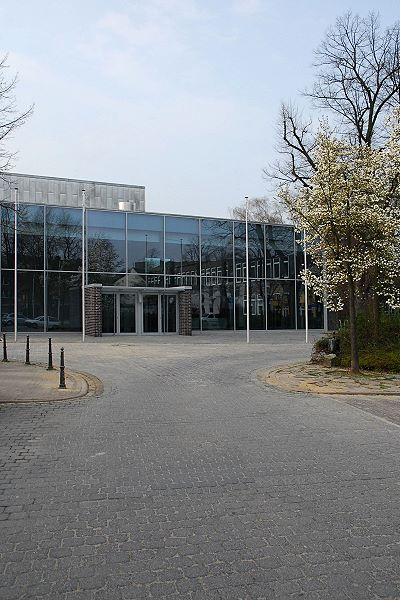
Stadthalle Erkelenz

Die Stadthalle Erkelenz steht seit 1957 im Zentrum der Stadt Erkelenz, am Franziskanerplatz. Zwischen Herbst 2007 und Dezember 2008 wurde sie umfangreich aus- und umgebaut. Sie ist die größte reine Veranstaltungs- und Messehalle im Kreis Heinsberg. Eigentümer und Betreiber ist eine kommunale Eigengesellschaft, die 2007 gegründete Kultur GmbH der Stadt Erkelenz (Geschäftsführer: Erster Beigeordneter Hans-Heiner Gotzen).

## Ausstattung
Die Stadthalle Erkelenz verfügt über maximal 626 Besucherplätze (Reihenbestuhlung) bzw. ein maximales Besucherpotential von 1.700 Menschen (bei Konzerten und Partys ohne Bestuhlung). Es können weitere Bestuhlungsvarianten (Parlamentarische B., Tischreihen etc.) eingesetzt werden. Seit der Wiedereröffnung am 3. Januar 2009 nutzen durchschnittlich 40.000 Besucher die verschiedenen Angebote. Neben eigenen Veranstaltungen (u. a. Theatergastspiele, Kindertheater, Kabarett) werden verschiedenste (Kultur-)Veranstaltungen, Messen von Dritten sowie private Feierlichkeiten (Hochzeiten, Geburtstage, tamilisch-hinduistische Feiern) sowie traditionelle und alternativer Karneval in der Stadthalle Erkelenz durchgeführt. Die professionelle Bühnen-, Licht-, Ton- und Präsentationstechnik besteht u. a. aus Schnakenberg-Bühnenzügen, ARRI-Stufenlinsen-Scheinwerfern, PARs und Profilscheinwerfern. Bühnenportal: 12 m. Lichte Höhe 5,5 m. Bühnentiefe bis zu 12 m.

## Barrierefreiheit
Die Stadthalle Erkelenz ist für Besucher und Künstler im Veranstaltungs- und Backstage-Bereich barrierefrei und verfügt bei Reihenbestuhlungen über mindestens 36 Rollstuhlfahrerplätze.

## Bekannte Künstler
- Götz Alsmann
- Mirja Boes
- Jürgen Domian
- Jürgen B. Hausmann
- Dieter Hildebrandt
- Höhner
- Katerina Jacob
- Kom(m)ödchen
- Ingolf Lück
- Tony Mono
- Ellen Schwiers
- Martin Zingsheim